# Éteignoir

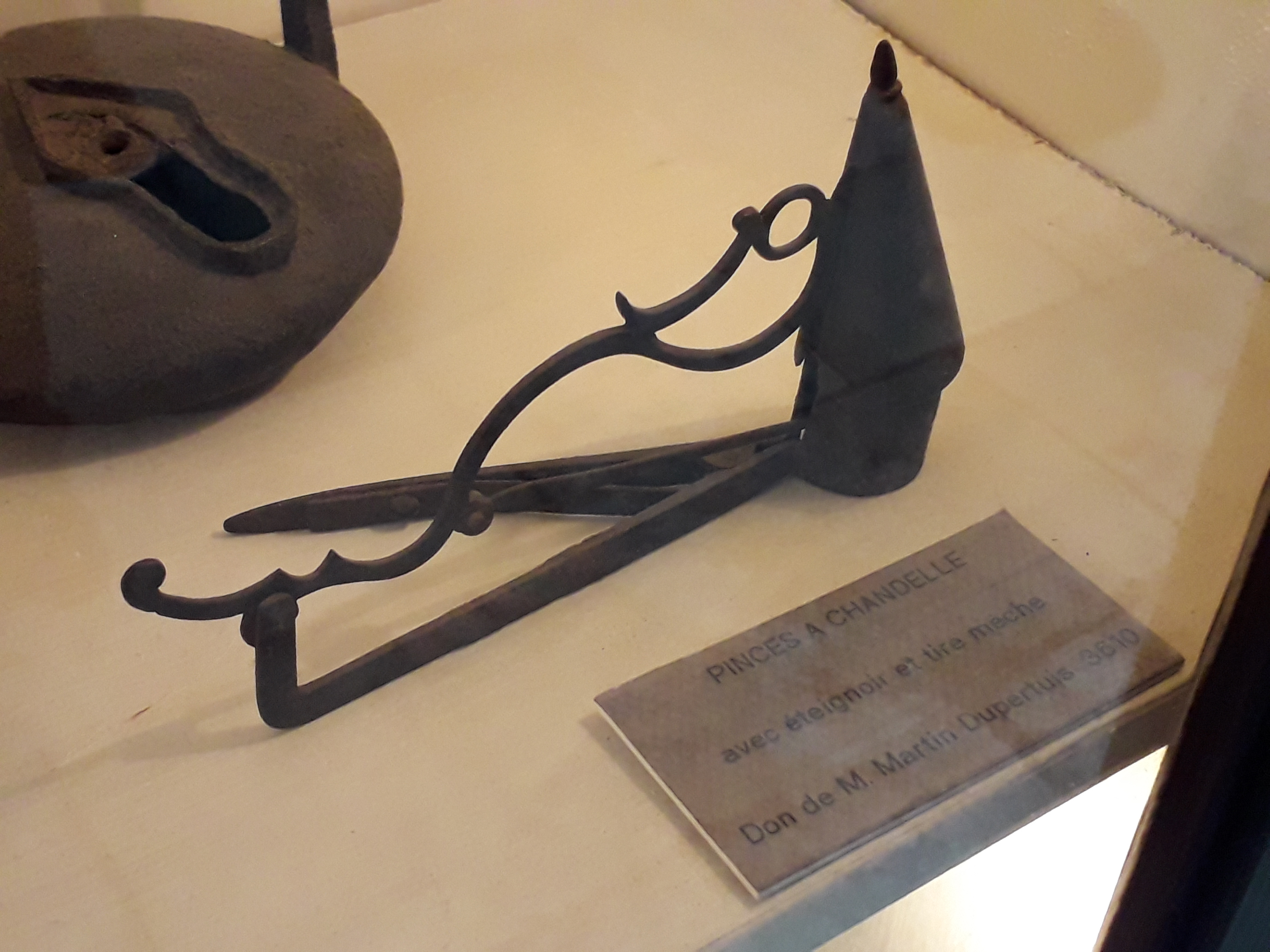
Un éteignoir disposé sur un porte-éteignoir (élément en forme de cône sur lequel on l'emboîte verticalement).

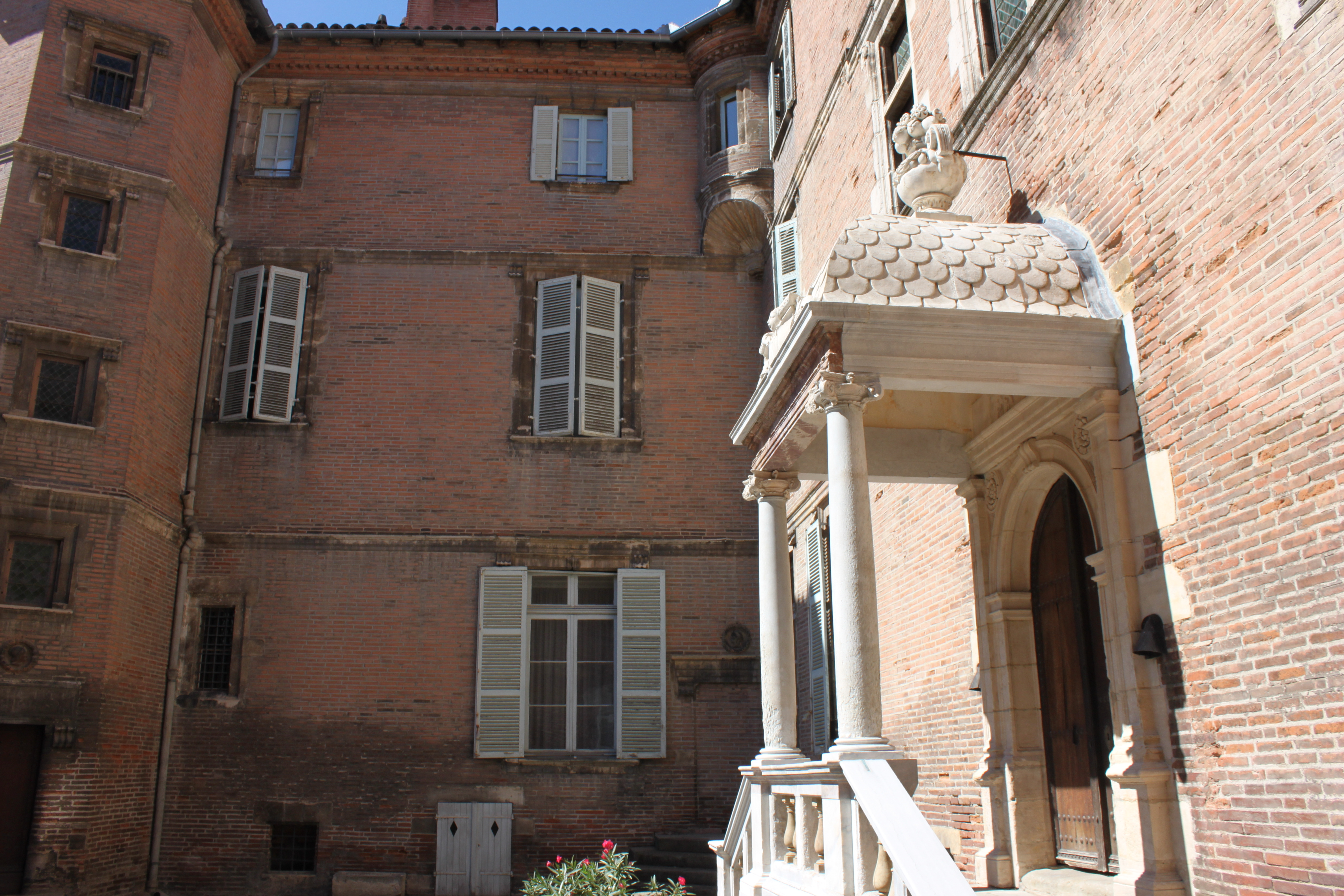
Porche de l'hôtel d'Ulmo possédant encore ses éteignoires.

Un éteignoir  est un appareil creux en forme de cône en métal ou en céramique, muni ou non d'un élément de prise, qui sert à coiffer les cierges, les bougies ou les torches, pour les éteindre. Se nomme aussi un capucin, un écrase-mèche, ou un mouche (masc.), par analogie avec le métier ancien de moucheur de chandelles, dans les théâtres.
Avant la généralisation des lanternes, certains nobles avaient le privilège de posséder, scellés dans le mur de leurs hôtels particuliers, des éteignoirs en tôle destinés à éteindre les torches que portaient leurs laquais pour les éclairer dans les rues, la nuit.